# Tupã (ort)
Tupã är en ort i Brasilien.   Den ligger i kommunen Tupã och delstaten São Paulo, i den södra delen av landet, 700 km söder om huvudstaden Brasília. Tupã ligger 528 meter över havet och antalet invånare är 62 035.
Terrängen runt Tupã är huvudsakligen platt. Tupã ligger uppe på en höjd. Tupã är det största samhället i trakten.
Trakten runt Tupã består i huvudsak av gräsmarker. Runt Tupã är det ganska tätbefolkat, med 104 invånare per kvadratkilometer.